# Chrysitricheae
Chrysitricheae es una tribu de plantas herbáceas pertenecientes a la familia de las ciperáceas.    

## Géneros
Contiene los siguientes géneros:
- Capitularia J. V. Suringar = Capitularina J. Kern
- Capitularina J. Kern
- Chondrachne R. Br. = Lepironia Rich.
- Chorizandra R. Br. ~ Lepironia Rich.
- Chrysitrix L.
- Exocarya Benth.
- Lepironia Rich.